# Jascha Baum
Jascha Baum (* 5. Februar 1998 in Köln) ist ein deutscher Sänger, Musiker und Schauspieler.

## Leben
Jascha Baum wirkt seit 2008 als Synchronsprecher bei Filmadaptionen durch WDR/Arte mit, unter anderem als Mir in Der Junge Mir – Zehn Jahre in Afghanistan. Mit der Rolle des Can debütierte er 2013 als Hauptdarsteller neben Narges Rashidi, Benno Fürmann und Anna Thalbach in Kadir Sözens Sozialdrama Von glücklichen Schafen. Er spielt darin einen deutschtürkischen Jungen, dessen Leben aus den Fugen gerät, als er erfährt, dass seine alleinerziehende Mutter als Prostituierte arbeitet.
2015 spielte er an der Seite von Florian David Fitz (Erich Kästner), Hans Löhr (groß) im deutsch-österreichischen Fernsehfilm Kästner und der kleine Dienstag (Regie: Wolfgang Murnberger). Darüber hinaus spielte er Episodenhauptrollen in Fernsehserien.
Als Musiker spielt Jascha Baum Schlagzeug, Gitarre, Klavier, singt und schreibt eigene Songs. Als Musiker und Regisseur wirkt er auch bei Musikvideoproduktionen mit. 2023 veröffentlichte er unter dem Künstlernamen Jascha über das Berliner Musiklabel Jive Germany seine Debütsingle Lüg mich an.

## Diskografie
- 2023: Freddie (Jive)
- 2023: Lüg mich an (Jive)

## Filmografie (Auswahl)

### Kino
- 2013: Von glücklichen Schafen
- 2019: Get Lucky – Sex verändert alles

### Fernsehen
- 2015: Der Lehrer (RTL)
- 2015: Neues aus dem Reihenhaus (ZDF)
- 2016: Kästner und der kleine Dienstag (ARD)
- 2016: Heldt (ZDF)
- 2016: Club der roten Bänder (VOX)
- 2017: Wishlist II (Youtube)
- 2018: SOKO Köln – Ausgelöscht (ZDF)
- 2018–2019: Frühling (ZDF)
  - 2018: Wenn Kraniche fliegen
  - 2018: Am Ende des Sommers
  - 2019: Lieb mich, wenn du kannst
- 2018: Rentnercops – Es ist alles in Ordnung (ARD)
- 2019: Nord bei Nordwest – Frau Irmler (ARD)
- 2019: Merz gegen Merz (Sat. 1)
- 2019: Tatort Münster: Spieglein, Spieglein (ARD)
- 2019: Auerhaus (Kino)
- 2019: Das Wichtigste im Leben (VOX)
- 2019: The Wave (WT) (Netflix)
- 2019: Billy Kuckuck – Eine gute Mutter
- 2020: Tatort: National feminin (ARD)
- 2020: Katie Fforde: Für immer Mama
- 2020: Der Usedom-Krimi: Nachtschatten
- 2024: SOKO Köln – Mord aus Liebe
- 2024: Blutige Anfänger: Babyalarm
- 2024: Großstadtrevier – Blut im Paradies

## Synchronisation
- 2008–2011: Der Junge Mir – Zehn Jahre in Afghanistan (The Boy Mir, Stimme von Mir)
- 2014: Happiness (Stimme von Lenki)
- 2014: Bugarach – Chronik eines Weltuntergangs (Bugarach, Stimme von Slide)

## Hörspiel
- 2016: Turbo Germany (WDR)